# Трамвай Цинциннаті
Трамвай Цинциннаті (англ. Cincinnati Bell Connector) — трамвайна лінія в місті Цинциннаті, Огайо, США.

## Історичний трамвай

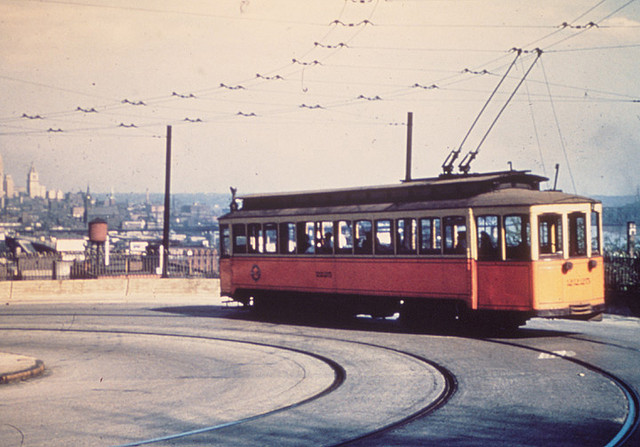
Історичний трамвай, що живить від двох проводів

Хоча перші трамваї у США з'явилися в Новому Орлеані ще в 1835 році, в інших містах довго не наважувалися відкривати подібні лінії. Цинциннаті стало одним з перших міст у якому відкрилась подібна до Новоорлеанського трамваю лінія. Перша трамвайна лінія на кінні тязі відкрилася в місті у 1859 році, однак практично одразу виникли проблеми. Через нерівний рельєф місцевості коні швидко втомлювались, на якийсь час виправити це змогло будівництво канатного трамваю, але остаточно вирішити питання дозволив лише електричний трамвай, перша лінія якого відкрилася в місті у 1889 році. У пік свого розвитку трамвайна мережа міста складалася приблизно з 357 км, та перевозила понад 100 млн пасажирів на рік. Для порівняння автобусними маршрутами в місті у 2000 році скористувались лише 25 млн пасажирів. Особливістю історичного трамваю в місті було використання Пенсильванської колії шириною 1588 мм, та живлення трамваїв від двох проводів (тролейбусна контактна мережа).

## Занепад
До початку Другої світової війни трамвай був основним громадським транспортом в місті, але вже в повоєнні роки через поширення відносно дешевих автомобілів кількість пасажирів стала стрімко зменшуватись. Коли наприкінці 1940-х років було проведене комплексне обстеження ліній, воно показало велику зношеність колій, а вкладати кошти через впливове автомобільне лобі в міські раді ніхто не збирався, це стало вироком трамвая. Остання лінія була закрита 29 квітня 1951 року. Громадський транспорт в місті став представлений лише автобусними та тролейбусними лініями. Тролейбусні лінії в місті також протримались недовго, через 14 років 18 червня 1965 року рух тролейбусів припинився. З того часу місто обслуговували лише автобуси.

## Метрополітен
Докладніше: Метрополітен Цинциннаті

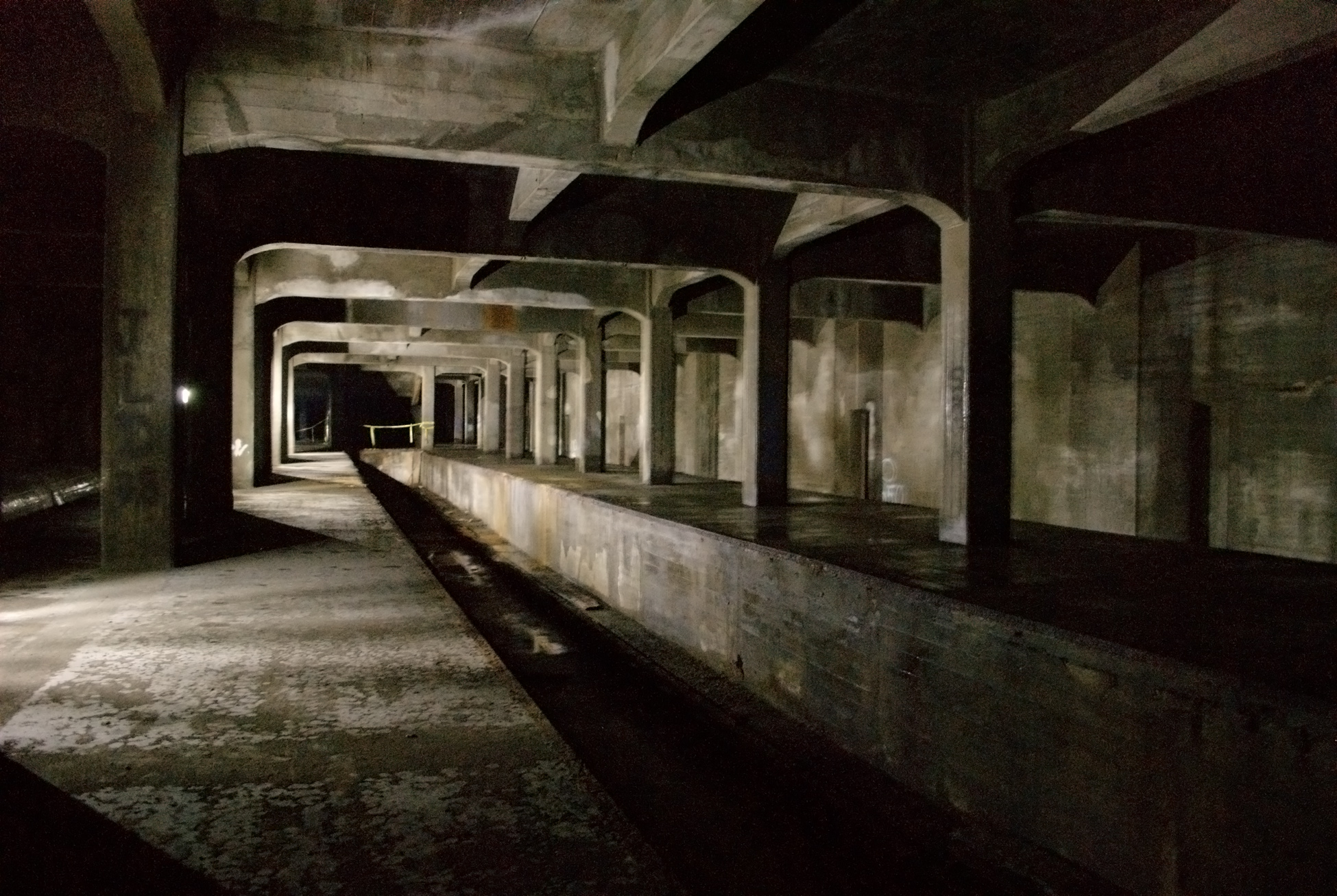
Вигляд однієї з недобудованих підземних станцій метро

На початку 1910-х років в місті розпочалось будівництво метрополітену, планам швидкого введення в дію перешкодила Перша світова війна. В повоєнні роки через інфляцію вартість будівництва виросла вдвічі, не зважаючи на це будівництво продовжилося у 1920-і роки. Реалізації проєкту постійно перешкоджало недофінансування, остаточно будівництво припинилося у 1929 році через велику депресію. Пізніше неодноразово повставало питання використання побудованих тунелів, їх хотіли використовувати і як Бомбосховище, і як частину системи ЛРТ, і навіть як підземні склади. Жодного разу ці проєкти не йшли далі ідей. Через високу якість будівництва та постійний догляд тунелі та 4 підземні станції утримуються в ідеальному стані. На початок XXI сторіччя єдине їх використання — колектор для оптоволоконних кабелів.

## Повернення трамвая
Проєкт повернення трамвая на вулиці міста з'явився у 2007 році, реалізація проєкту одразу зіткнулася з опозицією у вигляді противників збільшення податків та витрат бюджету, які домоглися проведення референдуму в місті у 2009 році на якому мешканці міста підтримали проєкт. Отримавши результат, що не їх задовольнив, противники будівництва не зупинилися, домоглись проведення ще одного референдуму. Але і на цей раз мешканці підтримали реалізацію проєкту. Будівництво трамвая почалося 17 лютого 2012 року. Наприкінці наступного року реалізація проєкту знов стала під питанням, у листопаді на виборах мера переміг кандидат що висловлювався за припинення будівництва, але через підтримку міської ради не зміг накласти вето на будівництво. Рух на сучасні лінії відкрився у 2016 році.

## Особливості
Сучасна лінія побудована у вигляді одноколійної петлі, трамваї на якій рухаються в одному напрямку, на лінії 18 зупинок. Лінія починається на 2-й вулиці. Потім лінія прямує на північ по головній вулиці через центр міста, поки вона не досягне 12-ї вулиці, потім лінія повертається на захід. Трамвай рухається до тих пір, поки не досягне вулиці В'язів, де лінія повертає на північ, поки не дійде до Генрі-стріт, і в цей момент вона повертає на схід, перед тим як повертати на південь по Райс-стріт. Лінія йде по Райс-стріт, поки не добереться до Центрального бульвару, де вона повернеться на схід. Останній поворот на південь на Волнат-стріт, по які вона повернеться знов на 2-гу вулицю.

## Рухомий склад
П’ять трамваїв CAF Urbos 3 з низькою підлогою були замовлені у Construcciones y Auxiliar de Ferrocarriles (CAF) міста Беасаїн, Іспанія, з початковою датою доставки в липні 2014 року. Перший вагон прибув 30 жовтня 2015 р.

## Галерея

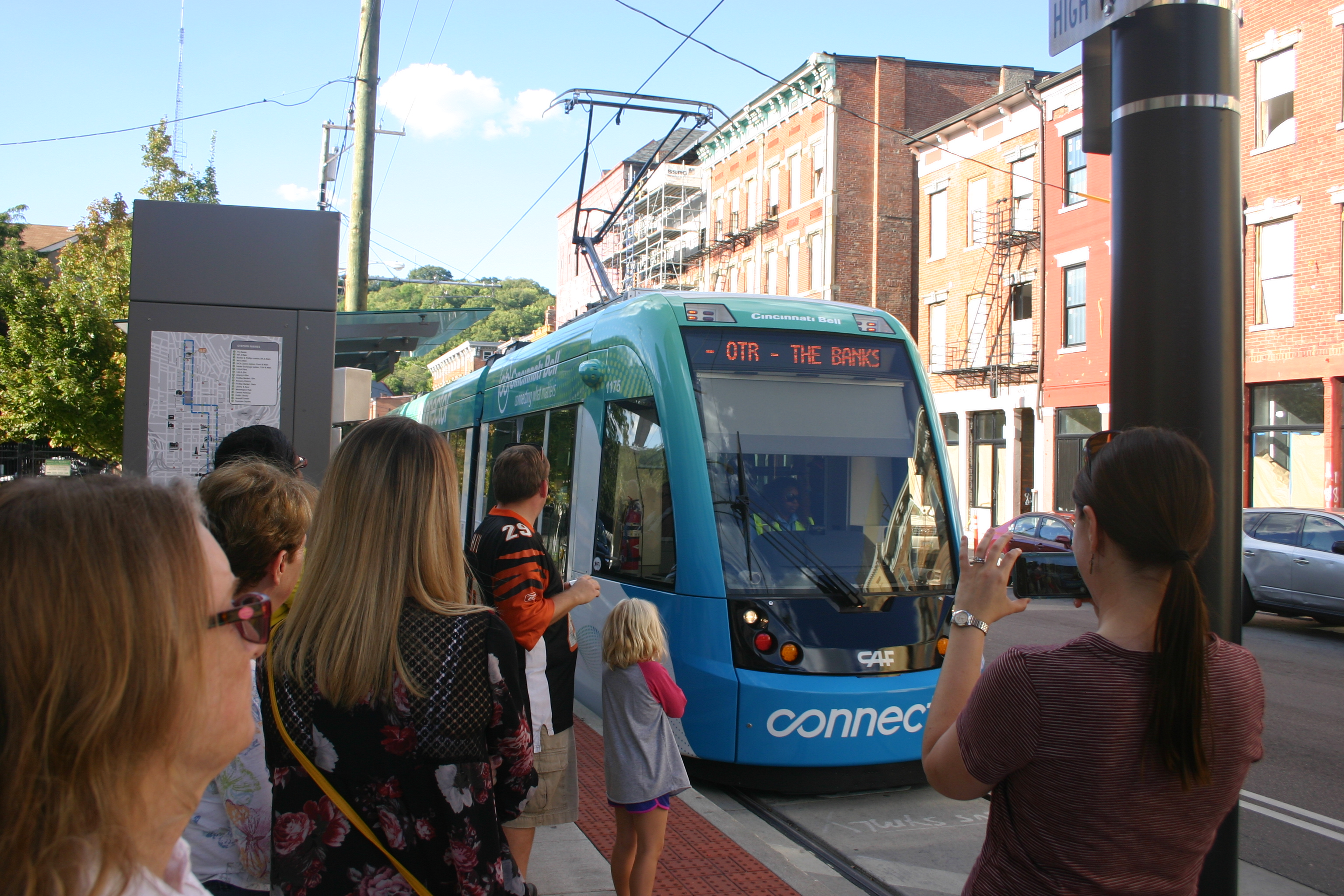
Трамвай в день відкриття
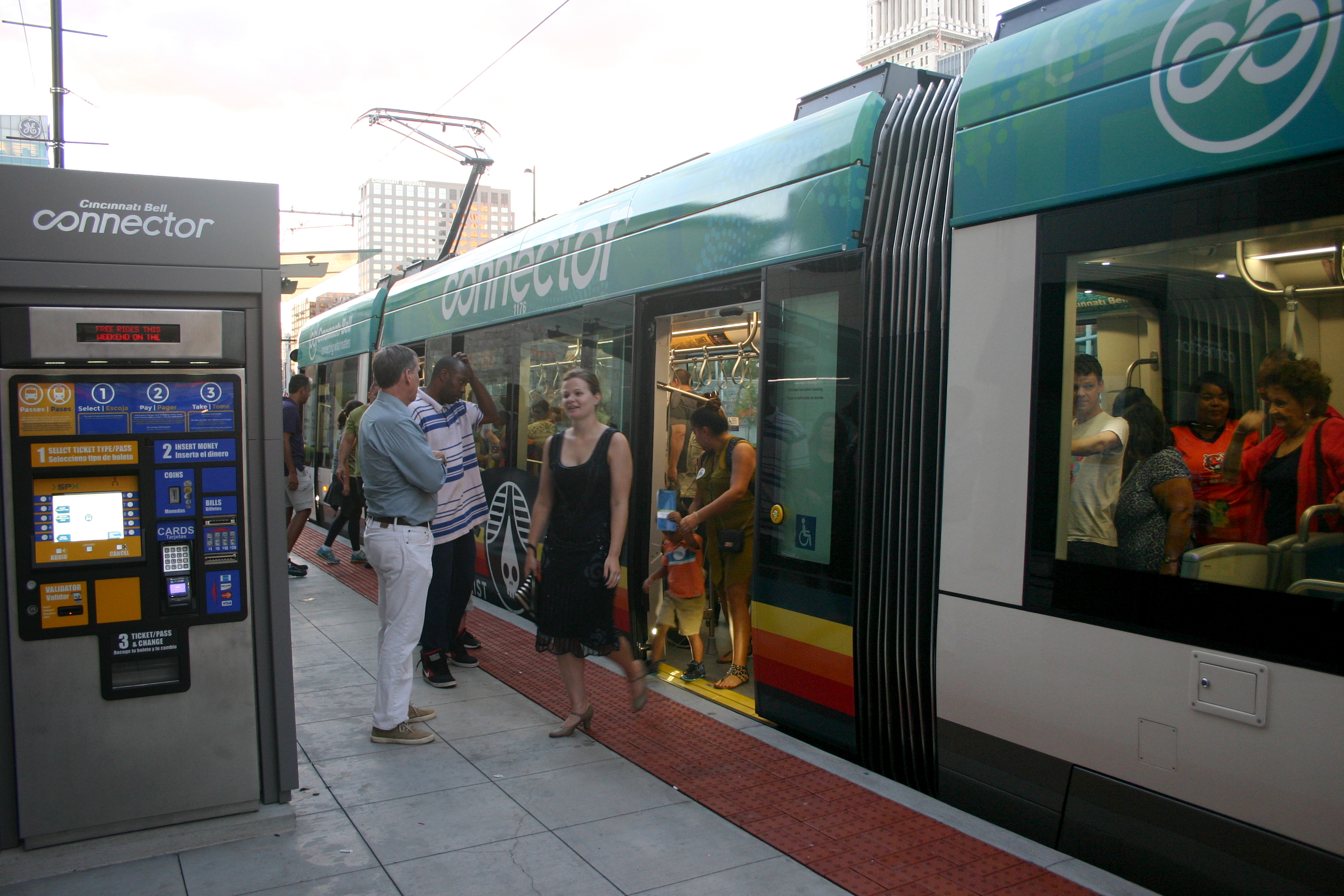
Трамвай на зупинці